# Kanton Ermont
Kanton Ermont (fr. Canton d'Ermont) je francouzský kanton v departementu Val-d'Oise v regionu Île-de-France. Tvoří ho města Ermont a Eaubonne. Před reformou kantonů 2014 ho tvořilo pouze město Ermont.